# 항체 중화반응

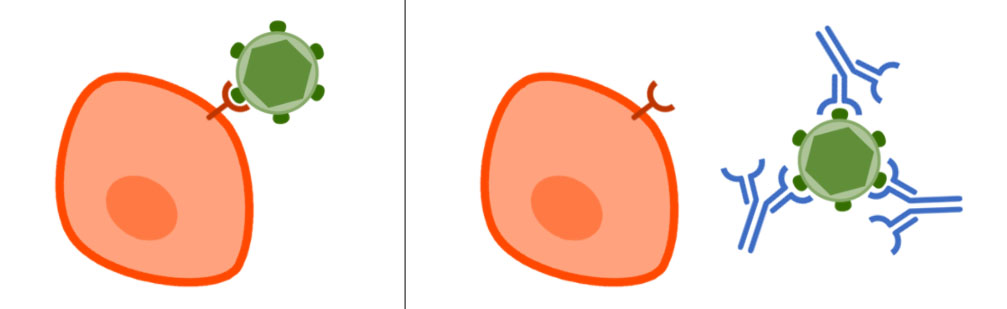
항체들이 항원을 둘러싸는것은 감염성과 병원성을 낮추는 항체 중화 반응이다.

항체 중화 반응(抗體中和反應, 영어: neutralisation 또는 neutralization)은 세균과 세균의 독소 또는 바이러스가 표적 세포에 침입하는 것을 막는 특정 항체의 면역학적 감지 능력을 일컫는 말이다. 항체 중화 반응은 바이러스를 감염성에서 비감염성 상태로 전환하게 한다. 감염은 바이러스가 숙주 세포의 수용체에 결합하여 침투하여 번식하면서 증상이 발생하여 일어난다. 그래서 숙주의 수용체에 결합하지 못하도록 바이러스의 항원 단백질 부분을 감싸는 역할을 하는 중화 항체를 바이러스에 결합시켜서 감염을 방지하는 것이 항체 중화 반응이다. 이런 항체 중화 반응을 이용해 백신을 제작한다. 예방 접종 혹은 자연 감염 후에 면역 시스템은 해당 중화 항체 생산방법에 대한 기억을 하고 있어서, 다음에 같은 항원이 침투해도 빠른 중화 항체 생성으로 항원에 효율적으로 대응한다.

## 백신
백신은 항원에 대한 면역력을 가지기 위해 투여된다. 보통 바이러스들은 변이를 쉽게 일으키기 때문에, 감염시킬 수 있는 감염원의 단백질 변형이 자주 발생할 수 있다. 그래서, 자주 다른 형태의 백신 투여를 해야 하지만, 효과적인 백신은 유사한 형태의 바이러스 변이체를 중화시킬 수 있는 형태로 제작 된다. 백신 접종을 통해 약화된 형태의 바이러스를 투입하면, B세포에 의해 중화 항체를 생산할 수 있다. 두 번째 바이러스가 침투하게 되면, B세포는 해당 물질을 기억하였다가 빠르게 중화 항체를 생산하여 반응을 한다.

## 바이러스 감염과 항체 반응
바이러스는 세포에 들어가서 스스로 복제를 하기 위해 세포의 기능을 제어하면서 감염을 일으킨다. 바이러스는 세포 외부에서 복제할 수 없다. 복제를 위해 숙주 세포의 내부 물질을 사용해야 하기 때문에 감염은 바이러스 복제를 위한 필수 요소이다. 바이러스는 표적 세포에 진입하기 위해서 바이러스 단백질과 세포막 수용체 사이의 상호 작용을 필요로 한다. 세포 표면에 바이러스가 부착되면, 바이러스는 여러 가지 형태로 세포에 진입을 시도한다. 외피가 있는 바이러스는 바이러스 생성 세포로부터 생성된 외부 지질 막을 가진다. 이 막이 세포와 융합될 때 세포로 진입하여 감염이 일어나게 된다. 외피가 없는 바이러스는 세포 원형질 막을 파괴하여 구멍을 낸 후에 세포에 진입한다. 일단 바이러스가 세포에 들어간 후, 다양한 메커니즘을 사용하여 세포 물질을 이용하여 바이러스 단백질을 생성한다.
항체 생산은 항원이라 불리는 외부 침입 물질에 대한 척추 동물 면역 반응의 중요한 부분이다. 항체는 특정 바이러스의 항원을 인식하고 결합할 수 있는 단백질이다. B세포에서 체세포 재조합은 각각 다른 B세포에 의해 생성된 방대한 형태의 항원을 생산할 수 있게 만들어서 방대한 양의 항원도 중화할 수 있다. 세포 표면 수용체에 대한 접근을 차단하는 것이 항체 중화 반응의 일반적인 전략이며, 외피가 있는 바이러스의 당 단백질과 외피가 없는 바이러스의 단백질 껍질에 결합하여 중화함으로써 감염을 차단한다.

## 같이 보기
- 항원 항체 반응
- 항원
- 항체
- 면역